# Laurents Hörr
Laurents Hörr, né le 11 septembre 1997 à Gerlingen en Allemagne, est un pilote automobile allemand, qui participe à des épreuves d'endurance au volant de voitures de grand tourisme ou sport-prototype dans des championnats tels que l'European Le Mans Series, l'Asian Le Mans Series, la Michelin Le Mans Cup et le WeatherTech SportsCar Championship.
Il a remporté le championnat Michelin Le Mans Cup en 2019 et 2020 dans la catégorie LMP3, avec l'écurie luxembourgeoise DKR Engineering.

## Palmarès

### Résultats en championnat du monde d'endurance FIA
| Année     | Écurie         | Châssis         | Moteur                    | Classe   | 1   | 2   | 3   | 4   | 5      | 6     | 7   | 8   | Points | Classement |
| --------- | -------------- | --------------- | ------------------------- | -------- | --- | --- | --- | --- | ------ | ----- | --- | --- | ------ | ---------- |
| 2019-2020 | Team Project 1 | Porsche 911 RSR | Porsche 4,0 L Flat-6 Atmo | LMGTE Am | SIL | FUJ | SHA | BHR | CAM 11 | SPA 6 | LMS | BHR | 3      |            |

### Résultats en European Le Mans Series
| Année | Écurie          | Châssis      | Moteur                    | Classe | 1      | 2     | 3     | 4     | 5      | 6   | Position | Points |
| ----- | --------------- | ------------ | ------------------------- | ------ | ------ | ----- | ----- | ----- | ------ | --- | -------- | ------ |
| 2020  | DKR Engineering | Duqueine D08 | Nissan VK56 5,6 l V8 Atmo | LMP3   | LEC 10 | SPA 6 | LEC 6 | MON 7 | POR 10 |     | 15e      | 24     |
| 2021  | DKR Engineering | Duqueine D08 | Nissan VK56 5,6 l V8 Atmo | LMP3   | BAR 5  | RBR   | LEC   | MON   | SPA    | POR |          |        |

### Résultats au WeatherTech SportsCar Championship
| Année | Écurie                      | Châssis      | Moteur                    | Classe | 1     | 2   | 3   | 4   | 5   | 6   | 7   | Position | Points |
| ----- | --------------------------- | ------------ | ------------------------- | ------ | ----- | --- | --- | --- | --- | --- | --- | -------- | ------ |
| 2021  | Mühlner Motorsports America | Duqueine D08 | Nissan VK56 5,6 l V8 Atmo | LMP3   | DAY 3 | SEB | MOH | WGL | WGL | ELK | ATL |          | 13     |

### Résultats aux Asian Le Mans Series
| Année | Écurie          | Châssis      | Moteur                    | Classe | 1        | 2     | 3     | 4     | Position | Points |
| ----- | --------------- | ------------ | ------------------------- | ------ | -------- | ----- | ----- | ----- | -------- | ------ |
| 2021  | DKR Engineering | Duqueine D08 | Nissan VK56 5,6 l V8 Atmo | LMP3   | DUB Abd. | DUB 4 | ABU 5 | ABU 5 | 6e       | 32     |

### Résultats aux 24 Heures du Mans
| Année | Équipe          | Coéquipiers                      | Voiture         | Catégorie   | Tours | Classement général | Classement de catégorie |
| ----- | --------------- | -------------------------------- | --------------- | ----------- | ----- | ------------------ | ----------------------- |
| 2022  | DKR Engineering | Jean Glorieux Alexandre Cougnaud | Oreca 07-Gibson | LMP2 Pro/Am | 362   | 22e                | 3e                      |